# Segunda División de España 2005-06
La temporada 2005–06 de la Segunda División de España de fútbol fue la 75.ª edición del campeonato y se disputó entre el 28 de agosto de 2005 y el 19 de junio de 2006.
El campeón de Segunda División fue el Recreativo de Huelva.

## Desarrollo del campeonato
Tras dos años donde anduvieron cerca del ascenso, el Recreativo de Huelva consiguió ascender por tercera vez en su historia a la Primera División de España, siendo este su segundo ascenso en cuatro años y además, la primera vez que lo hacía como campeón. De esta forma, el Decano de nuestro fútbol continuó prolongando su etapa dorada, iniciada tras ascender a Primera División tras veinticinco años de ausencia en 2002, jugar la final de la Copa del Rey en 2003, conseguir el trofeo Zamora de Segunda División en 2004 y batir su récord propio de puntuación en 2005. La plantilla, dirigida por Marcelino García Toral y que contó entre sus filas con el pichichi de aquella edición, Uche, realizó un soberbio campeonato permaneciendo entre los tres primeros desde la décima jornada hasta el final, aunque tuvo que esperar hasta la última jornada para confirmar su ascenso como primer clasificado. 
El segundo billete rumbo a la élite fue, contra todo pronóstico, para el Gimnàstic de Tarragona. El club grana, cuyo objetivo inicial era no pasar apuros por la permanencia, tuvo un comienzo de liga titubeante para llegar al parón navideño instalado en la zona templada de la tabla. Sin embargo, su inicio de 2006 fue espectacular tras encadenar tres meses sin perder, lo cual les catapultó hasta las plazas de ascenso, llegando incluso a pelearse codo con codo con el Recreativo por el campeonato hasta la última jornada, el cual cedió en detrimento de los onubenses en la última jornada tras perder ante el Ciudad de Murcia y el Recreativo ganar en casa del Hércules. A pesar de ello, el ascenso fue muy celebrado en la ciudad tarraconense pues se trataba de su regreso a la élite 56 años después, con Luis César Sampedro en el banquillo y jugadores destacados como Bolo, Carlos Merino o Pinilla, toda una institución en el club.
La última plaza de ascenso la ocupó el Levante, que partía como máximo favorito al ascenso sobre todo después de un pésimo tramo final de la campaña anterior que les condenó a un inesperado descenso. No obstante, las cosas no salieron como se preveía y en la décima jornada José Luis Otra fue sustituido al encontrarse el equipo a cinco puntos de los puestos de ascenso por Mané, con quien los granotas consiguieron remontar el vuelo y conseguir su objetivo, aunque no fue hasta la última jornada cuando consiguieron certificar el ascenso, con una victoria en el Camp d'Esports de Lleida.
Los dos equipos que se quedaron a las puertas de dar la campanada y conseguir un histórico ascenso fueron el Lorca Deportiva y el Club de Fútbol Ciudad de Murcia, ambos de corta existencia (fundados en 2002 y 1999, respectivamente) y que hasta la última jornada estuvieron codeándose con en Levante por la última plaza de ascenso. Ambos equipos anduvieron la primera parte de la temporada por la zona media de la tabla, pero en la segunda parte comenzaron a enlazar resultados positivos que les dejaron muy cerca de la gloria. Más cerca anduvieron los lorquinos que, dirigidos por Unai Emery, llegaron incluso a pisar la tercera ya en la parte final del campeonato. Sin embargo, un empate en el José Zorrilla a cuatro jornadas del final les hizo caer de los puestos de privilegio, los cuales ya no pudieron recuperar. Otro equipo que anduvo cerca de conseguir su primer ascenso a la élite fue el Almería, que estuvo todo el campeonato merodeando los puestos de ascenso durante todo el campeonato y llegó a estar en tercera posición durante algunas jornadas, pero el equipo acumuló cinco derrotas en los últimos ocho partidos que le desplazaron del premio. Por otro lado el Xerez, que fue el claro dominador de la primera vuelta con una amplia ventaja sobre el cuarto clasificado, entró en una inexplicable dinámica negativa ya iniciada la segunda vuelta que le acabó dejando lejos del ascenso, como ya sucediera en ocasiones anteriores, mientras que el Valladolid, que realizó una gran primera vuelta y llegó al ecuador de la competición  en puestos de ascenso, dio otra cara bien distinta en la segunda vuelta que le llevó a pegar un bajón en la tabla y tener incluso tener que mirar de reojo en la recta final la zona de descenso para no comprometer su continuidad.
Sin embargo, la gran cara negativa del campeonato fue el Eibar, que fue el primer equipo en decir adiós a la categoría. El conjunto armero, que la campaña anterior se quedó a las puertas de conseguir el primer ascenso de su historia a Primera División, acusó en exceso la marcha de los principales artífices de la exitosa campaña anterior a otros clubes y a pesar de que pasaron por el banquillo Carlos Terrazas, Josu Olabe y Francisco Javier Pérez, quien ya había conseguido salvar al equipo tres años antes, ninguno pudo revertir la situación, poniendo así un punto final amargo a una estancia de dieciocho campañas seguidas en Segunda División, récord que en la actualidad continúa vigente. Otro equipo que descendió a la vez que el Eibar fue el Málaga B, a cuatro jornadas del final, que desde el inicio estuvo en los puestos bajos de la tabla y fue colista buena parte del campeonato, coincidiendo con una campaña nefasta en Primera División del primer plantel que descendió a Segunda División como colista destacado. Por otro lado, el Racing de Ferrol también acabó descendiendo, pagando muy cara una paupérrima segunda vuelta que le hizo hundirse en la tabla. Otros equipos que también vieron peligrar su continuidad fueron el Tenerife, que apenas una década antes había jugado en la Copa de la UEFA, el Castellón, que regresaba a la categoría de tabla tras más de una década de letargo en Segunda B, el Hércules, que también venía de seis largos años el los barros de la categoría de bronce, o el Real Murcia, que volvió a pasar apuros por segundo año consecutivo cuando a priori era un candidato al ascenso, y no en vano había firmado un gran inicio de temporada. No obstante, el equipo que acompañó a ferrolanos, boquerones y armeros a la categoría de bronce fue el Lleida, que pese a haber conseguido mantenerse en la campaña anterior, sus problemas económicos eran notables, los cuales le llevarían a la desaparición un lustro después.

### Evolución de la clasificación
| Jornada / Equipo | 1  | 2  | 3  | 4  | 5  | 6  | 7  | 8  | 9  | 10 | 11 | 12 | 13 | 14 | 15 | 16 | 17 | 18 | 19 | 20 | 21 | 22 | 23 | 24 | 25 | 26 | 27 | 28 | 29 | 30 | 31 | 32 | 33 | 34 | 35 | 36 | 37 | 38 | 39 | 40 | 41 | 42 |  |
| Jornada / Equipo |    |    |    |    |    |    |    |    |    |    |    |    |    |    |    |    |    |    |    |    |    |    |    |    |    |    |    |    |    |    |    |    |    |    |    |    |    |    |    |    |    |    |  |
| ---------------- | -- | -- | -- | -- | -- | -- | -- | -- | -- | -- | -- | -- | -- | -- | -- | -- | -- | -- | -- | -- | -- | -- | -- | -- | -- | -- | -- | -- | -- | -- | -- | -- | -- | -- | -- | -- | -- | -- | -- | -- | -- | -- |  |
| Recreativo       | 19 | 8  | 12 | 6  | 9  | 7  | 4  | 4  | 3  | 2  | 2  | 2  | 2  | 2  | 2  | 1  | 1  | 2  | 2  | 2  | 2  | 2  | 2  | 2  | 1  | 1  | 2  | 1  | 1  | 1  | 1  | 1  | 2  | 1  | 1  | 1  | 1  | 1  | 2  | 1  | 2  | 1  |  |
| Gimnàstic        | 18 | 22 | 16 | 14 | 16 | 10 | 15 | 16 | 18 | 15 | 12 | 13 | 14 | 12 | 13 | 10 | 12 | 11 | 12 | 8  | 6  | 7  | 5  | 5  | 5  | 4  | 5  | 3  | 2  | 2  | 2  | 2  | 1  | 2  | 2  | 2  | 2  | 2  | 1  | 2  | 1  | 2  |  |
| Levante          | 5  | 3  | 2  | 1  | 2  | 5  | 8  | 9  | 7  | 11 | 9  | 5  | 6  | 8  | 5  | 4  | 4  | 4  | 5  | 5  | 4  | 4  | 3  | 3  | 3  | 3  | 4  | 5  | 5  | 5  | 6  | 6  | 5  | 4  | 3  | 4  | 4  | 3  | 3  | 3  | 3  | 3  |  |
| Ciudad de Murcia | 2  | 4  | 1  | 2  | 4  | 4  | 10 | 13 | 10 | 6  | 8  | 9  | 11 | 6  | 10 | 11 | 13 | 12 | 10 | 10 | 11 | 13 | 11 | 9  | 10 | 7  | 9  | 8  | 8  | 8  | 8  | 7  | 6  | 7  | 6  | 6  | 5  | 4  | 5  | 4  | 4  | 4  |  |
| Lorca            | 12 | 6  | 11 | 16 | 10 | 16 | 12 | 7  | 9  | 10 | 10 | 11 | 10 | 11 | 12 | 13 | 11 | 8  | 8  | 9  | 7  | 5  | 4  | 4  | 4  | 5  | 3  | 4  | 4  | 6  | 4  | 5  | 7  | 5  | 5  | 3  | 3  | 5  | 4  | 5  | 5  | 5  |  |
| Almería          | 22 | 10 | 13 | 7  | 11 | 6  | 11 | 11 | 12 | 9  | 7  | 4  | 4  | 3  | 4  | 7  | 7  | 6  | 3  | 4  | 5  | 6  | 7  | 6  | 6  | 6  | 6  | 6  | 6  | 3  | 3  | 3  | 3  | 3  | 4  | 5  | 6  | 6  | 6  | 6  | 6  | 6  |  |
| Xerez            | 7  | 15 | 10 | 10 | 5  | 2  | 1  | 1  | 2  | 1  | 1  | 1  | 1  | 1  | 1  | 1  | 1  | 1  | 1  | 1  | 1  | 1  | 1  | 1  | 2  | 2  | 1  | 2  | 3  | 4  | 5  | 4  | 4  | 6  | 7  | 7  | 7  | 7  | 7  | 7  | 7  | 7  |  |
| Numancia         | 1  | 2  | 9  | 9  | 13 | 14 | 16 | 14 | 14 | 17 | 17 | 20 | 17 | 16 | 17 | 18 | 17 | 19 | 20 | 20 | 17 | 15 | 14 | 12 | 11 | 10 | 7  | 7  | 7  | 7  | 7  | 8  | 8  | 8  | 8  | 8  | 8  | 8  | 8  | 8  | 8  | 8  |  |
| Sporting         | 4  | 1  | 3  | 4  | 6  | 11 | 6  | 10 | 11 | 13 | 14 | 10 | 9  | 10 | 8  | 6  | 6  | 5  | 6  | 6  | 8  | 10 | 13 | 13 | 12 | 13 | 12 | 13 | 11 | 11 | 11 | 12 | 13 | 10 | 10 | 10 | 11 | 11 | 15 | 10 | 11 | 9  |  |
| Valladolid       | 9  | 5  | 8  | 13 | 12 | 8  | 5  | 6  | 4  | 5  | 6  | 3  | 3  | 4  | 3  | 3  | 3  | 3  | 4  | 3  | 3  | 3  | 6  | 8  | 9  | 11 | 8  | 10 | 9  | 9  | 9  | 10 | 11 | 12 | 15 | 12 | 10 | 10 | 11 | 14 | 10 | 10 |  |
| RM Castilla      | 15 | 7  | 14 | 19 | 20 | 21 | 18 | 18 | 21 | 18 | 18 | 15 | 15 | 13 | 11 | 12 | 10 | 13 | 13 | 13 | 13 | 12 | 9  | 10 | 8  | 9  | 11 | 9  | 10 | 10 | 10 | 9  | 9  | 9  | 9  | 9  | 9  | 9  | 9  | 9  | 9  | 11 |  |
| Castellón        | 17 | 20 | 22 | 22 | 22 | 22 | 22 | 22 | 22 | 22 | 22 | 22 | 21 | 21 | 22 | 22 | 22 | 22 | 19 | 18 | 19 | 21 | 21 | 20 | 20 | 20 | 20 | 20 | 20 | 19 | 20 | 20 | 18 | 17 | 17 | 16 | 16 | 16 | 18 | 18 | 17 | 12 |  |
| Albacete         | 20 | 21 | 21 | 18 | 19 | 13 | 9  | 12 | 13 | 12 | 13 | 14 | 16 | 18 | 15 | 15 | 15 | 16 | 14 | 14 | 12 | 11 | 8  | 7  | 7  | 8  | 10 | 12 | 14 | 14 | 14 | 17 | 15 | 16 | 14 | 11 | 12 | 13 | 10 | 12 | 12 | 13 |  |
| Elche            | 6  | 13 | 15 | 11 | 14 | 9  | 13 | 8  | 5  | 7  | 5  | 8  | 8  | 9  | 7  | 5  | 5  | 7  | 7  | 7  | 10 | 9  | 12 | 14 | 14 | 12 | 13 | 14 | 13 | 13 | 13 | 11 | 10 | 11 | 13 | 17 | 14 | 12 | 13 | 15 | 14 | 14 |  |
| Poli Ejido       | 21 | 14 | 6  | 12 | 15 | 18 | 14 | 15 | 16 | 20 | 21 | 21 | 22 | 22 | 20 | 17 | 14 | 14 | 15 | 19 | 20 | 19 | 19 | 18 | 18 | 17 | 16 | 16 | 16 | 15 | 17 | 14 | 16 | 14 | 11 | 13 | 17 | 17 | 14 | 11 | 15 | 15 |  |
| Real Murcia      | 16 | 12 | 7  | 8  | 3  | 1  | 3  | 2  | 1  | 3  | 3  | 7  | 5  | 7  | 6  | 8  | 8  | 9  | 9  | 11 | 9  | 8  | 10 | 11 | 13 | 14 | 14 | 11 | 12 | 12 | 12 | 15 | 14 | 15 | 12 | 15 | 13 | 14 | 12 | 13 | 13 | 16 |  |
| Hércules         | 11 | 18 | 17 | 15 | 7  | 12 | 7  | 5  | 8  | 4  | 4  | 6  | 7  | 5  | 9  | 9  | 9  | 10 | 11 | 12 | 14 | 14 | 16 | 17 | 15 | 16 | 18 | 17 | 18 | 16 | 16 | 13 | 12 | 13 | 16 | 14 | 15 | 15 | 16 | 16 | 16 | 17 |  |
| Tenerife         | 3  | 9  | 5  | 3  | 1  | 3  | 2  | 3  | 6  | 8  | 11 | 12 | 12 | 14 | 14 | 14 | 16 | 17 | 17 | 15 | 16 | 18 | 17 | 15 | 16 | 18 | 17 | 18 | 17 | 18 | 19 | 18 | 19 | 18 | 18 | 18 | 18 | 18 | 17 | 17 | 18 | 18 |  |
| Lleida           | 8  | 11 | 4  | 5  | 8  | 15 | 17 | 19 | 20 | 21 | 19 | 16 | 19 | 20 | 21 | 20 | 19 | 18 | 18 | 16 | 18 | 16 | 15 | 16 | 17 | 15 | 15 | 15 | 15 | 17 | 15 | 16 | 17 | 19 | 19 | 19 | 19 | 19 | 19 | 19 | 19 | 19 |  |
| Racing de Ferrol | 13 | 16 | 20 | 20 | 18 | 20 | 20 | 17 | 19 | 16 | 16 | 19 | 20 | 19 | 19 | 21 | 21 | 15 | 16 | 17 | 15 | 17 | 18 | 19 | 19 | 19 | 19 | 19 | 19 | 20 | 18 | 19 | 20 | 20 | 20 | 20 | 20 | 20 | 20 | 20 | 20 | 20 |  |
| Málaga "B"       | 10 | 17 | 18 | 17 | 17 | 17 | 19 | 20 | 15 | 19 | 20 | 18 | 13 | 15 | 16 | 16 | 20 | 20 | 22 | 22 | 22 | 22 | 22 | 22 | 22 | 22 | 22 | 21 | 21 | 21 | 21 | 21 | 21 | 22 | 22 | 22 | 22 | 22 | 21 | 21 | 21 | 21 |  |
| Eibar            | 14 | 19 | 19 | 21 | 21 | 19 | 21 | 21 | 17 | 14 | 15 | 17 | 18 | 17 | 18 | 19 | 18 | 21 | 21 | 21 | 21 | 20 | 20 | 21 | 21 | 21 | 21 | 22 | 22 | 22 | 22 | 22 | 22 | 21 | 21 | 21 | 21 | 21 | 22 | 22 | 22 | 22 |  |

## Sistema de competición
La Segunda División de España 2005/06 fue organizada por la Liga de Fútbol Profesional (LFP).
El campeonato contó con la participación de 22 clubes y se disputó siguiendo un sistema de liga, de modo que todos los equipos se enfrentaron entre sí, todos contra todos en dos ocasiones -una en campo propio y otra en campo contrario- sumando un total de 42 jornadas. El orden de los encuentros se decidió por sorteo antes de empezar la competición.
Los tres primeros clasificados ascendieron directamente a Primera División, y los cuatro últimos clasificados descendieron directamente a Segunda División B.

## Clubes participantes
| Datos de ascensos y descensos con respecto a la temporada anterior |
| --- |
| Levante, Numancia y Albacete descienden de Primera División. Cádiz, Celta de Vigo y Deportivo Alavés ascienden a Primera División. Córdoba, Terrassa, Salamanca y Pontevedra descienden a Segunda División B. Castellón, Hércules, Lorca y Real Madrid Castilla ascienden a Segunda División. |

| Equipo                           | Ciudad                 | Estadio                   |
| -------------------------------- | ---------------------- | ------------------------- |
| Albacete Balompié                | Albacete               | Carlos Belmonte           |
| Unión Deportiva Almería          | Almería                | Juegos Mediterráneos      |
| Club Deportivo Castellón         | Castellón de la Plana  | Nuevo Castalia            |
| Club de Fútbol Ciudad de Murcia  | Murcia                 | La Condomina              |
| Sociedad Deportiva Eibar         | Éibar                  | Ipurúa                    |
| Elche Club de Fútbol             | Elche                  | Manuel Martínez Valero    |
| Club Gimnàstic de Tarragona      | Tarragona              | Nou Estadi                |
| Hércules Club de Fútbol          | Alicante               | José Rico Pérez           |
| Levante Unión Deportiva          | Valencia               | Ciudad de Valencia        |
| Unió Esportiva Lleida            | Lérida                 | Camp d'Esports            |
| Lorca Deportiva Club de Fútbol   | Lorca                  | Francisco Artés Carrasco  |
| Real Madrid Castilla             | Madrid                 | Ciudad Deportiva          |
| Málaga Club de Fútbol "B"        | Málaga                 | La Rosaleda               |
| Real Murcia Club de Fútbol       | Murcia                 | La Condomina              |
| Club Deportivo Numancia de Soria | Soria                  | Los Pajaritos             |
| Club Polideportivo Ejido         | El Ejido               | Santo Domingo             |
| Racing Club de Ferrol            | Ferrol                 | A Malata                  |
| Real Club Recreativo de Huelva   | Huelva                 | Nuevo Colombino           |
| Real Sporting de Gijón           | Gijón                  | El Molinón                |
| Club Deportivo Tenerife          | Santa Cruz de Tenerife | Heliodoro Rodríguez López |
| Real Valladolid Club de Fútbol   | Valladolid             | José Zorrilla             |
| Xerez Club Deportivo             | Jerez de la Frontera   | Chapín                    |

## Clasificación
| Pos. | Equipo                            | Pts. | PJ | G  | E  | P  | GF | GC | Dif. | Clasificación                 |
| ---- | --------------------------------- | ---- | -- | -- | -- | -- | -- | -- | ---- | ----------------------------- |
| 1    | R. C. Recreativo de Huelva (C, A) | 78   | 42 | 22 | 12 | 8  | 67 | 32 | +35  | Ascenso a Primera División    |
| 2    | Gimnàstic de Tarragona (A)        | 76   | 42 | 23 | 7  | 12 | 48 | 38 | +10  | Ascenso a Primera División    |
| 3    | Levante U. D. (A)                 | 74   | 42 | 20 | 14 | 8  | 53 | 39 | +14  | Ascenso a Primera División    |
| 4    | C. F. Ciudad de Murcia            | 72   | 42 | 20 | 12 | 10 | 53 | 42 | +11  |                               |
| 5    | Lorca Deportiva C. F.             | 69   | 42 | 19 | 12 | 11 | 56 | 39 | +17  |                               |
| 6    | U. D. Almería                     | 67   | 42 | 20 | 7  | 15 | 54 | 43 | +11  |                               |
| 7    | Xerez C. D.                       | 67   | 42 | 18 | 13 | 11 | 60 | 46 | +14  |                               |
| 8    | C. D. Numancia                    | 63   | 42 | 18 | 9  | 15 | 50 | 55 | −5   |                               |
| 9    | Sporting de Gijón                 | 56   | 42 | 13 | 17 | 12 | 41 | 34 | +7   |                               |
| 10   | Real Valladolid C. F.             | 55   | 42 | 14 | 13 | 15 | 54 | 54 | 0    |                               |
| 11   | Real Madrid Castilla              | 55   | 42 | 16 | 7  | 19 | 55 | 50 | +5   |                               |
| 12   | C. D. Castellón                   | 54   | 42 | 14 | 12 | 16 | 46 | 50 | −4   |                               |
| 13   | Albacete Balompié                 | 54   | 42 | 14 | 12 | 16 | 44 | 57 | −13  |                               |
| 14   | Elche C. F.                       | 53   | 42 | 13 | 14 | 15 | 47 | 54 | −7   |                               |
| 15   | Polideportivo Ejido               | 53   | 42 | 15 | 8  | 19 | 43 | 50 | −7   |                               |
| 16   | Real Murcia C. F.                 | 52   | 42 | 13 | 13 | 16 | 41 | 40 | +1   |                               |
| 17   | Hércules C. F.                    | 52   | 42 | 13 | 13 | 16 | 39 | 49 | −10  |                               |
| 18   | C. D. Tenerife                    | 51   | 42 | 13 | 12 | 17 | 53 | 60 | −7   |                               |
| 19   | U. E. Lleida (D)                  | 46   | 42 | 12 | 10 | 20 | 43 | 53 | −10  | Descenso a Segunda División B |
| 20   | Racing de Ferrol (D)              | 37   | 42 | 7  | 16 | 19 | 44 | 63 | −19  | Descenso a Segunda División B |
| 21   | Málaga C. F. "B" (D)              | 36   | 42 | 8  | 12 | 22 | 42 | 68 | −26  | Descenso a Segunda División B |
| 22   | S. D. Eibar (D)                   | 35   | 42 | 6  | 17 | 19 | 28 | 45 | −17  | Descenso a Segunda División B |

 Fuente: BDFútbol
Criterios de clasificación: Puntos · Enfrentamientos directos · Diferencia de goles · Goles a favor · Play-off

## Resultados
| Local \ Visitante          | ALB | ALM | CAS | CIU | EIB | ELC | GIM | HER | LEV | LLE | LOR | MAL | MUR | NUM | POL | RFE | RMC | REC | SPO | TEN | VLD | XER |
| -------------------------- | --- | --- | --- | --- | --- | --- | --- | --- | --- | --- | --- | --- | --- | --- | --- | --- | --- | --- | --- | --- | --- | --- |
| Albacete Balompié          | —   | 3–1 | 1–1 | 2–2 | 2–1 | 1–2 | 1–4 | 2–0 | 1–1 | 1–0 | 1–0 | 0–1 | 0–0 | 0–0 | 1–0 | 1–2 | 1–0 | 1–0 | 1–0 | 3–2 | 2–3 | 2–0 |
| U. D. Almería              | 1–2 | —   | 2–1 | 1–0 | 1–1 | 2–0 | 0–1 | 1–0 | 5–1 | 3–1 | 1–0 | 2–1 | 2–0 | 1–2 | 1–2 | 2–1 | 3–2 | 2–1 | 3–0 | 2–0 | 2–1 | 3–0 |
| C. D. Castellón            | 0–0 | 2–0 | —   | 1–2 | 2–0 | 1–1 | 0–2 | 1–2 | 0–0 | 0–3 | 0–0 | 2–2 | 2–1 | 0–1 | 2–1 | 1–0 | 3–1 | 2–0 | 1–0 | 1–0 | 0–0 | 3–2 |
| C. F. Ciudad de Murcia     | 0–0 | 0–0 | 0–0 | —   | 0–2 | 4–1 | 2–0 | 1–0 | 2–1 | 3–1 | 1–0 | 5–0 | 1–0 | 0–1 | 0–1 | 2–1 | 2–1 | 3–1 | 1–0 | 3–0 | 0–2 | 2–6 |
| S. D. Eibar                | 1–1 | 0–1 | 2–0 | 0–0 | —   | 1–2 | 0–1 | 0–1 | 1–1 | 1–1 | 0–3 | 1–1 | 0–0 | 1–2 | 3–1 | 1–1 | 1–3 | 2–1 | 0–1 | 0–1 | 0–1 | 0–1 |
| Elche C. F.                | 4–3 | 0–0 | 1–2 | 0–0 | 1–1 | —   | 1–0 | 1–1 | 0–1 | 3–2 | 1–3 | 2–0 | 1–1 | 4–1 | 2–0 | 1–0 | 2–1 | 1–1 | 0–0 | 2–2 | 0–2 | 1–0 |
| Gimnàstic de Tarragona     | 4–1 | 1–0 | 1–1 | 2–0 | 1–0 | 1–0 | —   | 1–1 | 1–0 | 0–2 | 2–0 | 3–2 | 3–1 | 1–0 | 2–0 | 1–2 | 0–1 | 0–0 | 0–4 | 0–0 | 3–2 | 0–3 |
| Hércules C. F.             | 2–1 | 2–2 | 1–0 | 2–1 | 1–1 | 0–0 | 0–1 | —   | 3–0 | 2–1 | 0–2 | 1–1 | 1–1 | 4–0 | 1–0 | 1–1 | 0–1 | 0–2 | 3–2 | 1–0 | 2–0 | 0–3 |
| Levante U. D.              | 1–1 | 2–4 | 3–2 | 6–0 | 0–0 | 1–0 | 1–1 | 2–0 | —   | 2–0 | 0–0 | 2–1 | 1–0 | 1–0 | 2–0 | 2–1 | 3–0 | 1–3 | 0–0 | 1–0 | 2–1 | 2–3 |
| U. E. Lleida               | 3–0 | 1–0 | 1–0 | 1–2 | 0–0 | 0–0 | 1–2 | 0–1 | 0–1 | —   | 2–2 | 0–0 | 1–1 | 5–0 | 1–0 | 1–1 | 2–1 | 0–4 | 0–1 | 2–1 | 0–4 | 0–1 |
| Lorca Deportiva C. F.      | 3–0 | 1–1 | 3–2 | 2–2 | 1–0 | 2–1 | 1–0 | 4–0 | 1–1 | 1–2 | —   | 1–0 | 0–1 | 1–1 | 0–0 | 1–1 | 2–1 | 2–1 | 1–0 | 1–1 | 2–0 | 1–1 |
| Málaga C. F. "B"           | 1–1 | 3–1 | 1–2 | 0–1 | 1–1 | 1–3 | 1–2 | 1–1 | 0–0 | 0–1 | 2–1 | —   | 2–0 | 5–4 | 0–1 | 0–1 | 0–1 | 0–2 | 1–0 | 1–4 | 2–1 | 0–0 |
| Real Murcia C. F.          | 2–0 | 1–0 | 4–1 | 0–0 | 1–0 | 1–0 | 0–1 | 3–1 | 0–0 | 2–0 | 0–1 | 4–1 | —   | 3–1 | 0–0 | 2–1 | 1–1 | 0–2 | 1–0 | 2–2 | 2–2 | 0–1 |
| C. D. Numancia             | 1–0 | 3–0 | 2–1 | 1–1 | 1–2 | 3–1 | 0–1 | 1–0 | 0–1 | 1–0 | 1–0 | 2–1 | 0–0 | —   | 1–2 | 1–1 | 3–2 | 0–3 | 1–0 | 2–0 | 3–2 | 1–1 |
| Polideportivo Ejido        | 2–0 | 0–1 | 0–2 | 2–3 | 0–1 | 2–1 | 2–0 | 3–1 | 0–0 | 2–1 | 2–3 | 1–2 | 0–3 | 0–1 | —   | 4–2 | 0–3 | 0–0 | 1–0 | 2–0 | 1–1 | 4–1 |
| Racing de Ferrol           | 2–3 | 1–1 | 1–1 | 1–1 | 4–0 | 2–1 | 1–1 | 1–1 | 1–2 | 0–0 | 0–3 | 2–1 | 2–2 | 1–3 | 0–1 | —   | 0–0 | 0–3 | 0–0 | 2–3 | 0–1 | 1–1 |
| Real Madrid Castilla       | 3–0 | 0–1 | 1–2 | 0–1 | 1–0 | 4–0 | 1–0 | 3–0 | 0–0 | 0–0 | 1–2 | 4–1 | 1–0 | 1–1 | 2–0 | 1–0 | —   | 1–2 | 1–1 | 1–2 | 2–3 | 4–3 |
| R. C. Recreativo de Huelva | 1–1 | 2–0 | 2–2 | 1–0 | 0–0 | 2–0 | 3–0 | 1–0 | 4–1 | 3–2 | 2–1 | 0–0 | 1–0 | 1–1 | 2–2 | 3–0 | 4–1 | —   | 0–0 | 3–1 | 2–0 | 1–2 |
| Sporting de Gijón          | 2–0 | 1–0 | 2–0 | 2–2 | 1–1 | 2–2 | 0–1 | 1–1 | 0–2 | 2–0 | 1–0 | 0–0 | 1–0 | 1–0 | 1–1 | 3–1 | 1–1 | 1–1 | —   | 2–2 | 1–1 | 1–1 |
| C. D. Tenerife             | 1–1 | 2–1 | 1–1 | 0–1 | 1–1 | 0–0 | 3–1 | 0–0 | 0–1 | 2–2 | 2–3 | 3–2 | 3–1 | 2–1 | 2–1 | 1–2 | 0–1 | 1–0 | 1–3 | —   | 2–1 | 3–1 |
| Real Valladolid C. F.      | 0–1 | 1–0 | 1–0 | 0–2 | 0–0 | 2–2 | 0–2 | 1–1 | 3–3 | 3–2 | 1–1 | 1–1 | 1–0 | 3–1 | 0–1 | 3–3 | 1–0 | 0–1 | 1–3 | 1–1 | —   | 3–1 |
| Xerez C. D.                | 3–1 | 0–0 | 2–1 | 0–0 | 2–1 | 1–2 | 0–0 | 1–0 | 0–1 | 0–1 | 3–0 | 4–2 | 2–0 | 1–1 | 1–1 | 2–0 | 2–1 | 1–1 | 0–0 | 3–1 | 0–0 | —   |

## Máximos goleadores (Trofeo Pichichi)
Roberto Soldado comandó la clasificación de máximos goleadores durante la mayor parte de la temporada. Su buen rendimiento le llevó a terminar el curso jugando en Primera División con el primer equipo del Real Madrid, y su ausencia fue aprovechada por el nigeriano Ikechukwu Uche, que con un buen final de temporada -nueve goles en las últimas nueve jornadas- se llevó el Trofeo Pichichi.

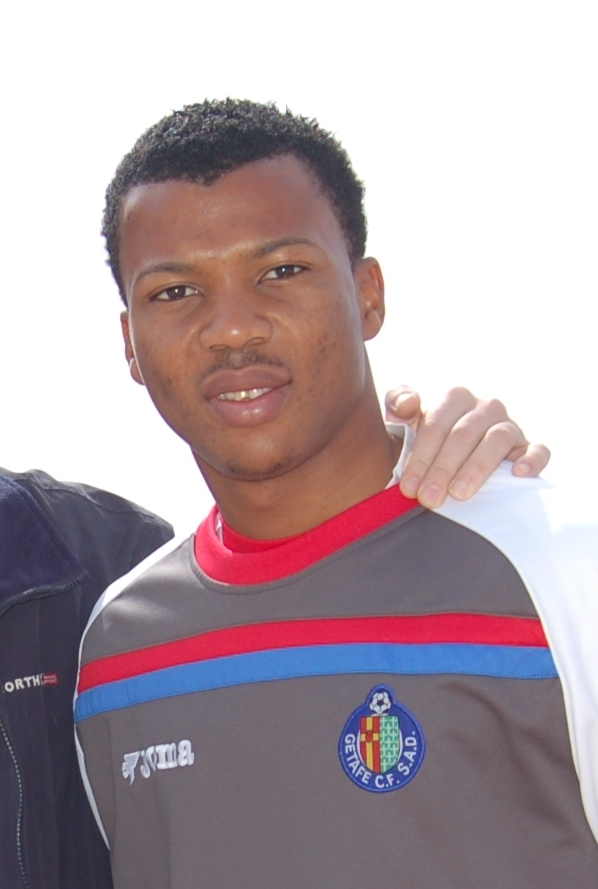
Uche contribuyó con sus goles al ascenso del Recreativo de Huelva.

| Pos. | Jugador                         | Equipo               | Goles |
| ---- | ------------------------------- | -------------------- | ----- |
| 1º   | Ikechukwu Uche                  | Recreativo de Huelva | 20    |
| 2.º  | José Juan Luque                 | Ciudad de Murcia     | 19    |
|      | Roberto Soldado                 | Real Madrid Castilla | 19    |
| 4.º  | Mate Bilić                      | Lleida               | 18    |
| 5.º  | Gastón Casas                    | Recreativo de Huelva | 14    |
| 6.º  | Alex Geijo                      | Xerez                | 13    |
|      | Juan Francisco Martínez, 'Nino' | Elche                | 13    |
|      | 'Tati' Maldonado                | Lorca                | 13    |
| 9.º  | Moisés García                   | Hércules             | 12    |
|      | Joseba Llorente                 | Real Valladolid      | 12    |
|      | Pablo Calandria                 | Sporting de Gijón    | 12    |

## Otros premios

### Trofeo Zamora

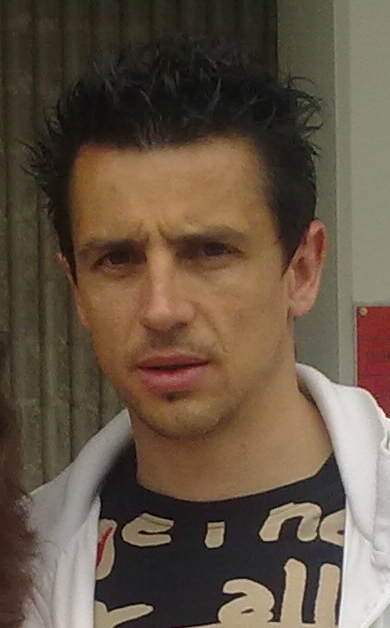
Roberto logró el Trofeo Zamora.

Roberto, guardameta del Sporting de Gijón, consiguió el trofeo al portero menos goleado. El arquero gallego ya había establecido, dos años antes, un récord de imbatibilidad en la meta gijonesa, al mantenerse 825 minutos sin recibir un gol.
Para optar al premio fue necesario disputar 60 minutos en, como mínimo, 28 partidos.
| Pos. | Jugador                 | Equipo            | Goles | Partidos | Promedio |
| ---- | ----------------------- | ----------------- | ----- | -------- | -------- |
| 1º   | Roberto Fernández       | Sporting de Gijón | 31    | 38       | 0,82     |
| 2.º  | Pablo Cavallero         | Levante           | 32    | 37       | 0,86     |
| 3.º  | David Cobeño            | Castellón         | 26    | 29       | 0,90     |
| 4.º  | Juanmi García           | Real Murcia       | 38    | 41       | 0,92     |
| 5.º  | Joaquín Enrique Valerio | Almería           | 38    | 39       | 0,97     |

### Trofeo Miguel Muñoz
Unai Emery, técnico del Lorca, conquistó la primera edición del premio instituido por el Diario Marca en reconocimiento al mejor entrenador de la categoría.

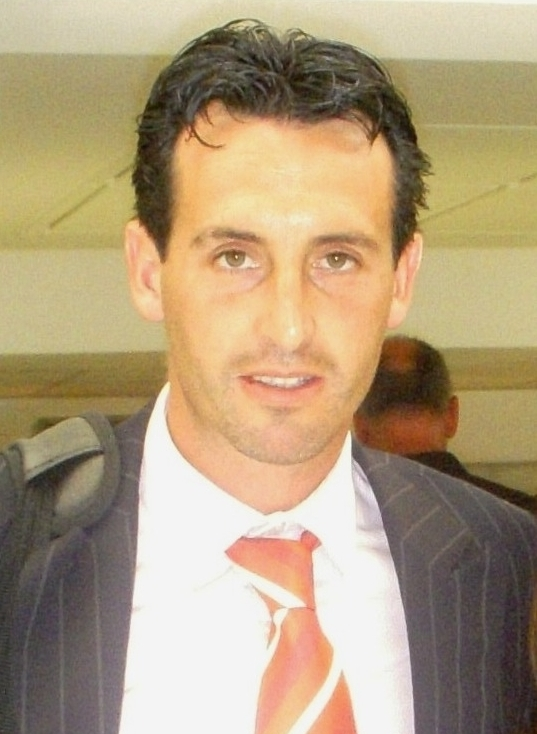
Unai Emery acarició el ascenso con el modesto Lorca.

| Pos. | Entrenador          | Equipo                 | Puntos |
| ---- | ------------------- | ---------------------- | ------ |
| 1º   | Unai Emery          | Lorca                  | 76     |
| 2.º  | Abel Resino         | Ciudad de Murcia       | 72     |
| 3.º  | Luis César Sampedro | Gimnàstic de Tarragona | 70     |

### Trofeo Guruceta
Premio otorgado por el Diario Marca al mejor árbitro del torneo.
| Pos. | Árbitro (colegio)           | Puntos | Partidos | Coeficiente |
| ---- | --------------------------- | ------ | -------- | ----------- |
| 1º   | José Luis González González | 32     | 20       | 1,60        |
| 2.º  | Alexis Manuel Pérez Pérez   | 13     | 9        | 1,44        |
| 3.º  | Carlos Delgado Ferreiro     | 28     | 21       | 1,33        |

## Resumen
Campeón de Segunda División:
| - Real Club Recreativo de Huelva |

Ascienden a Primera División:
| - Real Club Recreativo de Huelva | - Club Gimnàstic de Tarragona | - Levante Unión Deportiva |

Descienden a Segunda División B: 
| - Unió Esportiva Lleida | - Racing Club de Ferrol | - Málaga Club de Fútbol "B" | - Sociedad Deportiva Eibar |